# Anne Sofie Allarp
Anne Sofie Allarp (25. november 1972 i Helsingør) er en dansk radiovært, forfatter, skribent, kommentator, foredragsholder og jurist, uddannet fra Københavns Universitet i 1999. Hun bor i København og har to børn.
Hun tiltrådte i september 2022 som kronikredaktør på Berlingske.
Fra 2020 til 2022 var hun vært på podcasttjenesten Podimo, hvor hun blandt andet lavede Styr på Historien Arkiveret 19. februar 2022 hos  Wayback Machine, et program om verdenshistorien, og serien Skyggekvinder Arkiveret 19. februar 2022 hos  Wayback Machine, der handler om utroskab.
I sommeren 2020 lavede hun sommerserien "Er der liv på Venus" på P1 om den kvindelige seksualitet.
Hun har i årrække været fast kommentator på Berlingske og Altinget og jævnlig bidragyder til en række andre medier, hvor hun særligt skriver og taler om dansk og international politik. Disse er blandt andet TV2 News, Politiken, I24News Israel, BBC og Ræson. Hun interesserer sig særligt for retspolitik og relationen mellem stat - borger og samfund - individ.
Hun blev i efteråret 2021 nomineret til Hørups Debatpris, der uddeles af Politiken, for sit bidrag til den offentlige debat.
I 2022 modtog hun Pionerprisen ved årets Prix Audio-uddeling for podcastserien Skyggekvinder.
Anne Sofie Allarp var i årene 2015 til 2019 vært på Radio24syvs udenrigsmagasin Datolinjen og udlandsredaktør på samme medie.
Efter en karriere som embedsmand i blandt andet Folketingets internationale afdeling, i Europa-Kommissionen med udstationeringer i Afrika og Asien og som international sekretær for Socialdemokraterne i Danmark, debuterede Anne Sofie Allarp i 2011 med sin første roman Falske Stemmer, som blev nomineret til debutantprisen ved Bogforum samme år. Berlingske Tidende gav bogen fem stjerner og kaldte den en ”fremragende socialdemokratisk nøgleroman.” Alt for damerne og Dagbladene gav den fire stjerner.
Året efter i 2012 kom Allarps anden roman Hændelsen, en psykologisk gyser, som også udkom på engelsk under titlen The Occurrence i begyndelsen af 2014. Politiken kaldte Hændelsen ”sikkert skrevet, flot afviklet” og en ”vitriolsk hudfletning af stivnet sydeuropæisk familiekultur.” Begge romaner er udgivet på forlaget People'sPress.
I efteråret 2014 udkom hendes første fagudgivelse, debatbogen Den skandinaviske drøm, i Danmark og i Norge under titlen Den nordiske modellen. I bogen interviewes Jens Stoltenberg, Carin Jämtin og Mogens Lykketoft om den økonomiske krise, velfærdsstaten, indvandringen, populismen, og andre af tidens store spørgsmål for landene i Skandinavien.
Anne Sofie Allarp er desuden forfatter til børnebogsserien om Magda og hendes usynlige ven Sylvester, der er illustreret af Anne Louise Laugesen og udgivet af Ramasjang Godnathistorier.
I februar 2014 var Anne Sofie Allarp under mistanke for at stå helt eller delvist bag bogen Den hemmelige socialdemokrat, udgivet af People’sPress. Det har hun afvist gentagne gange i pressen blandt andet i en større debatartikel om bogen offentliggjort i Politiken den 8. marts 2014.
I november 2020 udgav Allarp bestselleren 'Breve til livet', skrevet sammen med journalist Ditte Giese, på Forlaget Alpha. Bogen blev godt modtaget og fik blandt andet fire stjerner i Politiken, som kaldte den "en bevægende bog om det vigtigste," og af Femina, der kaldte den en "livskraftig, humørfyldt og stærk brevdialog."
Ud over individuelle udgivelser har Anne Sofie Allarp bidraget med et kapitel til bogen "Itu", som er Ræsons udgivelse fra 2016 om Europas tilstand, og til bogen Nordic Ways, udgivet også i 2016 af Center for Transatlantic Relations, School of Advanced International Studies ved Johns Hopkins University. Derudover har hun bidraget med en erotisk novelle i e-bogen Kvindefantasier udgivet i 2021.
Anne Sofie Allarp har været formand for SF's Ungdom, næstformand for Europæisk Ungdom, medlem af Europabevægelsens hovedbestyrelse og medlem af Socialdemokraterne fra 2003 og til maj 2015, hvor hun meldte sig ud på grund af partiets politiske linje og retning.